# Salesforce
Сејлсфорс (Salesforce) представља популарну софтверску платформу која се користи за управљање продајним процесима у организацијама. Ова платформа пружа сет алата под називом "Customer Relationship Management" (CRM), чиме омогућава боље праћење и управљање односима с клијентима. Пружа софтвер и апликације за управљање односима са клијентима (CRM) фокусиране на продају, корисничку услугу, аутоматизацију маркетинга, е-трговину, аналитику и развој апликација.
Сејлсфорс је основао бивши извршни директор компаније Орацле Марк Беноф у фебруару 1999. године. Од септембра 2022. Сејлсфорс је 61. највећа компанија на свету по тржишној капитализацији са вредношћу од скоро 153 милијарде америчких долара. Постала је највећа светска фирма у производњи софтвера за предузећа у 2022. години.

## Историја развоја
Сејлсфорс је 1999. године основао бивши извршни директор компаније Орацле Марк Беноф, заједно са Паркером Харисом, Дејвом Моленхофом и Франком Домингезом као компанију која се бави развојем софтвера у области услуга.
Сејлсфорс је био озбиљно погођен бумом дот-кома који је пукао на почетку новог миленијума, при чему је компанија отпустила 20% своје радне снаге. Упркос губицима, Сејлсфорс компанија је наставила да буде конкурентна током раних 2000-их. Сејлсфорс-ов приход је наставио да расте од 2000. до 2003. године, са 5,4 милиона долара у 2001. години на преко 100 милиона долара до децембра 2003. године.
Током 2003. године, Сејлсфорс је одржао своју прву годишњу Дримфорц (Dreamforce) конференцију у Сан Франциску. У јуну 2004. године компанија је имала своју прву иницијалну јавну понуду на берзи у Њујорку под симболом акција ЦРМ и прикупила 110 милиона америчких долара. Такође, 2009. године компанија је лансирала Сервис Клауд, апликацију која помаже компанијама да управљају сервисним разговорима о својим производима и услугама.
Компанија је 2014. развила Трелхед (Trailhead), бесплатну платформу за учење на мрежи. У септембру 2016. Салесфорце је најавио лансирање Ајнштајна, платформу која користи вештачку интелигенцију која подржава неколико Сејлсфорсов-их услуга у облаку.
У 2020. години, Сејлсфорс се придружио индустријском индексу Дау Џоунс, заменивши енергетског гиганта ЕксонМобил-а који је потомак Стандард Оил. Сејлсфорс је био највећа технолошка компонента индекса приликом његовог приступања. Током децембра 2020. године, објављено је да ће Сејлсфорс купити Слак за 27,7 милијарди долара, што је његова највећа аквизиција до сада. Аквизиција је закључена у јулу 2021. године.
 

Сејлсфорс је током 2022. пријавио зараду у другом кварталу у износу од 7,72 милијарде долара. Након што је немачка софтверска компанија САП пријавила своју зараду за исти квартал у износу од 7,52 милијарде евра. Сејлсфорс је надмашио САП и постао највећи светски добављач софтвера за предузећа. Беноф је изјавио да гледа на овај квартал као неку врсту "прекретнице“.

## Основне карактеристике
Сејлсфорс нуди низ кључних карактеристика:
1. Аутоматизација продајних процеса: омогућава аутоматизацију рутинских задатака, као што су унос података о купцима или праћење продајних прилика.
2. Аналитика података о купцима: пружа дубоке увиде о понашању купаца и омогућава боље доношење одлука засновано на подацима.
3. Интеграција с другим пословним системима: салесфорце може бити интегрисан с другим софтверским алатима, олакшавајући рад и смањујући дуплирање података.

### Сејлсфорс ЦРМ
Сејлсфорс ЦРМ фокусира се на:
- Праћење продајних прилика: омогућава организацијама да прате и управљају продајним приликама од потенцијалног клијента до затварања посла.
- Сервис за кориснике: пружа алате за ефикасно управљање корисничким захтевима и подршком.[12]

## Финансије
Током 2022. године, Сејлсфорс је пријавио приход од 26,49 милијарди америчких долара, што је повећање од 25% у односу на претходну годину и 24% у сталној валути. Сејлсфорс је заузео 126. место на листи Фортуне 500 највећих америчких компанија по приходу за 2022. годину.
| Година | Приход у милионима долара | Нето приход у милионима долара | Укупна имовина у милионима долара | Цена акције | Број запослених |
| ------ | ------------------------- | ------------------------------ | --------------------------------- | ----------- | --------------- |
| 2005   | 176                       | 7                              | 280                               | 5.19        | 767             |
| 2006   | 310                       | 28                             | 435                               | 8.62        | 1,304           |
| 2007   | 497                       | 0                              | 665                               | 11.69       | 2,070           |
| 2008   | 749                       | 18                             | 1,090                             | 13.43       | 2,606           |
| 2009   | 1,077                     | 43                             | 1,480                             | 11.37       | 3,566           |
| 2010   | 1,306                     | 81                             | 2,460                             | 24.21       | 3,969           |
| 2011   | 1,657                     | 64                             | 3,091                             | 32.93       | 5,306           |
| 2012   | 2,267                     | −12                            | 4,164                             | 35.73       | 7,785           |
| 2013   | 3,050                     | −270                           | 5,529                             | 45.94       | 9,800           |
| 2014   | 4,071                     | −232                           | 9,153                             | 57.26       | 13,300          |
| 2015   | 5,374                     | −263                           | 10,665                            | 70.66       | 16,000          |
| 2016   | 6,667                     | −47                            | 12,763                            | 74.55       | 19,000          |
| 2017   | 8,392                     | 180                            | 17,585                            | 90.26       | 25,000          |
| 2018   | 10,480                    | 127                            | 21,010                            | 132.21      | 29,000          |
| 2019   | 13,282                    | 1,110                          | 30,737                            | 155.10      | 35,000          |
| 2020   | 17,098                    | 126                            | 55,126                            | 222.40      | 49,000          |
| 2021   | 21,252                    | 4,072                          | 66,301                            | 255.33      | 56,606          |
| 2022   | 26,492                    | 1,444                          | 95,209                            | 132.59      | 73,541          |
| 2023   | 31,352                    | 208                            | 98,849                            |             | 79,390          |

## Аквизиције
Сејлсфорс је током своје историје купио многе компаније.

### Од 2006 до 2015
Сејлсфорс је 2006. године купио Сендиа (Sendia), компанију којој је примарна делатност била у домену мобилних веб услуга, за 15 милиона долара. Корал, сервис за управљање садржајем, купљен је током 2007. године. Сејлсфорс је 2008. године купио Инстранет за 31,5 милиона долара. У 2010. Сејлсфорс је купио више компанија, међу којима су Џигсав (Jigsaw), провајдера услужних података заснованог на облаку, за 142 милиона долара. Хероку за 212 милиона долара,
Сејлсфорс је 2011. године купио Димдим, платформу за веб конференције, за 31 милион долара. Радиан 6, компанију за праћење друштвених медија, за 340 милиона долара. Рипле, софтверску компанију за управљање учинком. Сејлсфорс је 2012. године купио Буди  медиа, продавца друштвених медија, за 689 милиона долара. Сејлсфорс је 2013. године купио Егзакт Таргет (ExactTarget) продавача е-поште, за 2,5 милијарди долара. Сејлсфорс је 2014. године купио Рилејт ИК (RelateIQ), компанију за пренос података, за 390 милиона долара.

### Од 2016 до данас
Сејлсфорс је током 2016. године потрошио преко 5 милијарди долара у аквизиције. Преузете компаније укључују Димандвер (Demandware), добављача услуга у области е-трговине заснованог на облаку, за 2,8 милијарди долара и Куип (Quip), апликацију за обраду текста, за 750 милиона долара. Сејлсфорс је 2018. године купио неколико компанија, укључујући Мулсофт (MuleSoft), компанију за услуге у облаку, за 6,5 милијарди долара. Kао и Ребел (Rebel), провајдера услуга е-поште.
Између 2019. и 2021. године, Сејлсфорс је направио две од својих највећих аквизиција, завршио је своју аквизицију Таблеау (Tableau), софтверску компанију за визуaлизацију и аналитику података, за 15,7 милијарди долара. Слак (Slack) за 27,7 милијарди долара 2021. године.